# Свистунові (родина птахів)
Свистунові (Pachycephalidae) — родина горобцеподібних співочих птахів.

## Поширення
Представники родини поширені в Австралії, Новій Гвінеї, на заході Океанії та у Південно-Східній Азії.

## Класифікація
Родина містить 5 родів та 64 види:
- Целебеський свистун (Coracornis), два види
- Чорний пітогу (Melanorectes), один вид
- Свистун (Pachycephala), 48 видів
- Pseudorectes, 2 види
- Ядлівчак (Colluricincla), 11 видів